# Dăbovo, Stara Zagora
Dăbovo (în bulgară Дъбово) este un sat în comuna Măglij, regiunea Stara Zagora,  Bulgaria. 

## Demografie
Componența etnică a satului Dăbovo
     Bulgari (58,63%)
     Romi (38,12%)
     Nicio identificare (3,23%)
     Altele (0%)
La recensământul din 2011, populația satului Dăbovo era de 1.175 locuitori. Din punct de vedere etnic, majoritatea locuitorilor (58,63%) erau bulgari, cu o minoritate de romi (38,12%). Pentru 3,23% din locuitori nu este cunoscută apartenența etnică.